# Malika Wagner
Malika Wagner née Malika Chétouane en 1960 est une journaliste et écrivaine française.

## Biographie
Elle est fille d'un émigré algérien d'origine kabyle et d'une française,. Elle grandit en banlieue parisienne et part aux États-Unis pour ses études de sciences politiques. Elle obtient un master de sciences politique à NYU. Après son retour en France, elle décroche un autre master à Panthéon Sorbonne en Communication politique. Puis, elle collabore à plusieurs magazines, et entreprises de communication.
En 1992, elle publie son premier roman Terminus Nord aux Éditions Actes Sud qui reçoit le Prix Robert Walser en 1993. Ce livre est traduit en allemand, "Gare du Nord", éditions Bruckner & Thünker, 1994. Et en néerlandais : "Eindpunt Gare du Nord," 1995. Il bénéficie aussi de trois éditions de poche. En mars 2016, "Effacer sa trace", son cinquième livre, paraît aux Éditions Albin Michel,. Il est traduit en arabe, à tunis en 2020, par les éditions Arabesques.

## Accueil critique
Pour Le Temps, « Dans Terminus Nord, son premier roman (Actes Sud, 1992, Prix Walser), Malika Wagner dépeignait avec une grande justesse la vie des gamines maghrébines de la banlieue parisienne ». Toutefois, les héroïnes de Terminus Nord se nomment Maud et Josyane, tandis que la narratrice demeure anonyme. Ce premier roman est surtout un portrait nuancé de la jeunesse ouvrière et urbaine des années 70. Patrick Amstustz, un critique suisse, parle d'un style d'une "désinvolte gravité".
Très tôt classée dans la catégorie du roman néo-réaliste, Malika Wagner change de registre dès son deuxième livre : "En attendant Isabelle" est un recueil de nouvelles de facture symboliste.
« Le livre [Le Château d'eau] est dédié à Paul Nizon : l'univers urbain, hostile, dépressif de l'héroïne a en effet bien des similitudes avec celui de L'Année de l'amour », selon le quotidien suisse Le Temps mais pour Mustapha Harzoune, il s'agit d'une métaphore traitant de la révolte du personnage contre un univers virtuel et sur-codifié. Olivier Barrot dans 'Un livre, un jour' recommande de lire "Le château d'eau" avec beaucoup d'attention tant le style et la signification lui paraissent "denses".
Lors de la parution de "Landing" en 2010, Emily Barnett écrit dans Les Inrocks qu'il s'agit d'une analyse "brillante et incisive" de la "Paranoïa sécuritaire" qui s'est emparée des Etats-Unis dans le sillage du 11 septembre.
Pour Diacritik, à propos d'Effacer sa trace, « Se jouant des assignations identitaires, les contournant, s’en amusant, Malika Wagner se moque de ses propres douleurs et de son destin présumé ». Dans Le Monde, Gladys Marivat observe qu'il s'agit d'un livre somme où l'on retrouve la veine "symboliste" que l'auteure semble creuser dans de nombreux textes.
Dans un entretien à la Radio télévision suisse, Malika Wagner précise quelques unes de ses intentions lors de l'écriture de "Effacer sa trace" tout en rappelant que son livre est une mise en scène paradoxale de la réalité visant à en exagérer les angles les plus absurdes. Toutes les injonctions contradictoires y sont présentées, notamment celle, jamais formulée, d'une obligation de rejet du père et à l'opposé, le besoin obscure de sa réhabilitation.

## Publications
- Terminus Nord, Arles, France, Actes Sud, 1992, 192 p. (ISBN 978-2-86869-870-4)[10]Prix Robert Walser, 1993[11]
- Eindpunt Gare du Nord, Pays-bas, Amsterdam, Uitgeverij De Arbeitderspers, 124 p, 1995  (ISBN 90-295-5623-4)/CIP
- Gare du nord, Cologne, Allemagne, Brukner & Thünker,1994, 148p,  (ISBN 3-905208-08-3)
- En attendant Isabelle : nouvelles, Arles, France, Actes Sud, 1998, 144 p. (ISBN 978-2-7427-1548-0)
- Le Château d'eau, Arles, France, Actes Sud, 2001, 136 p. (ISBN 978-2-7427-3403-0)
- Landing : roman, Arles, France, Actes Sud, 2010, 224 p. (ISBN 978-2-7427-8956-6)
- Effacer sa trace : roman, Paris, France, Albin Michel, 2016, 178 p. (ISBN 978-2-226-31826-8)
- آن آمحو اثرة, éditions arabesques, Tunis, 2020